# Syzygium salignum
Syzygium salignum là một loài thực vật có hoa trong Họ Đào kim nương. Loài này được (Miq.) Rathakr. & N.C.Nair miêu tả khoa học đầu tiên năm 1983.